# Эктов, Василий Петрович
Василий Петрович Эктов (10 августа 1929, Кирсановский район, Центрально-Чернозёмная область — 26 февраля 2021) — генеральный конструктор ОАО ДНПП, дважды лауреат Государственной премии РФ (1993, 1998).

## Биография
Родился 10 августа 1929 года в деревне под Тамбовом в семье рабочего и домохозяйки.
В 1947 году окончил с золотой медалью Кирсановскую среднюю школу и в 1953 году с отличием конструкторский факультет МВТУ.
Работал на Долгопрудненском машиностроительном заводе в должностях: технолог контрольно-испытательного цеха (№ 34), технолог цеха испытаний (№ 47), заместитель начальника и начальник цеха № 6, с 1959 г. заместитель главного инженера, с 1969 г. главный конструктор, с 1995 по 1999 год генеральный директор, в 1999—2019 год заместитель генерального директора по науке — генеральный конструктор ОАО ДНПП. 
Руководил разработкой, испытанием и внедрением в серийное производство зенитных управляемых ракет, электронной аппаратуры контроля ракет и аппаратуры для наземных комплексов.
Василий Петрович Эктов умер 26 февраля 2021 года.

## Награды
- Дважды лауреат Государственной премии РФ (1993, 1998)[1]
- Заслуженный конструктор Российской Федерации (7 февраля 1995) — за заслуги в области конструкторской деятельности[1]
- Орден «За заслуги перед Отечеством» IV степени (30 июля 1999)[1]
- Награждён орденом «Знак Почёта» (1962) и двумя орденами Трудового Красного Знамени (1971, 1981)[1]
- Почётный авиастроитель СССР (1989)[1]